# Fran Eller

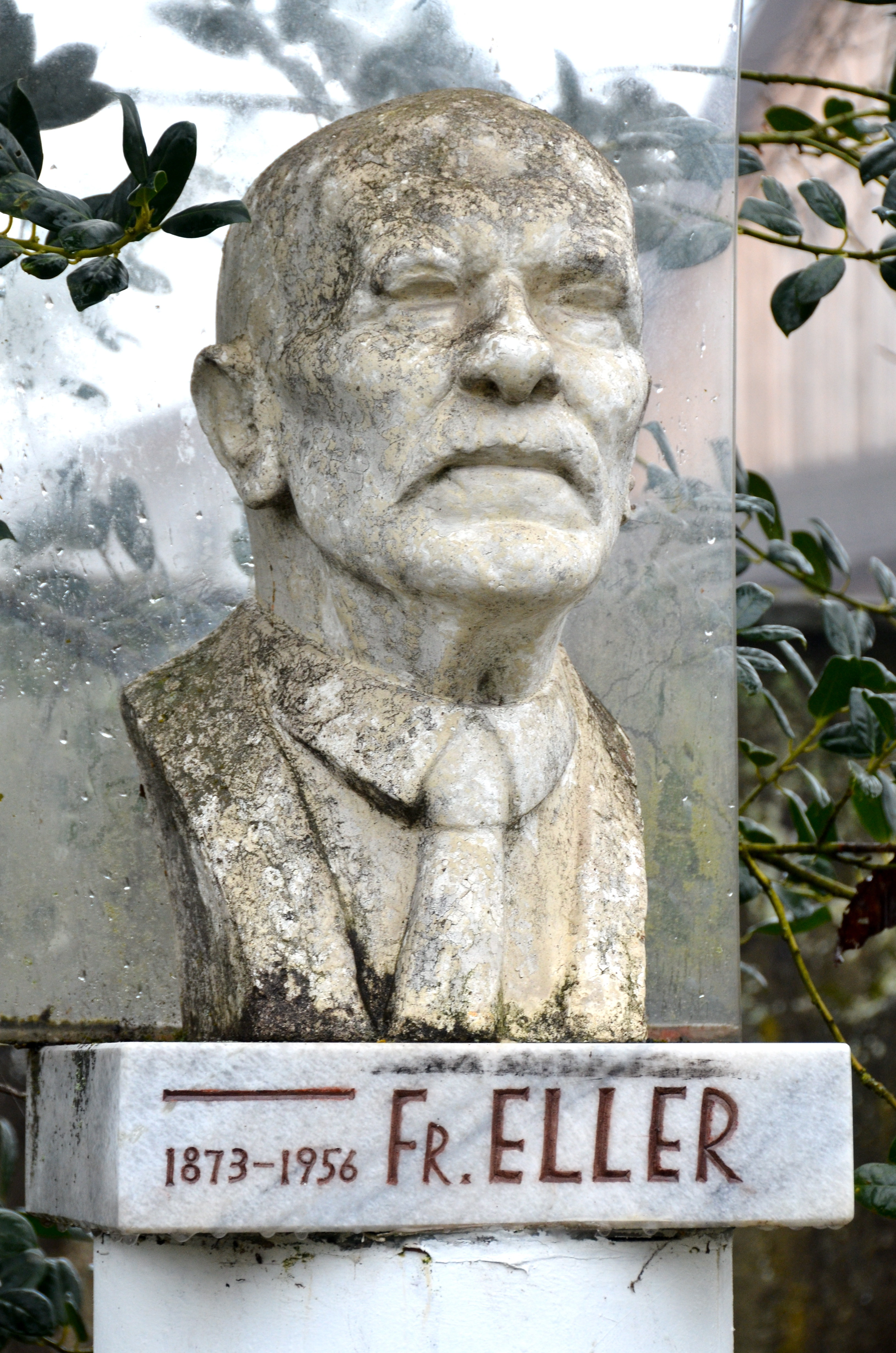
Buste van Fran Eller gemaakt door de Sloveense beeldhouwer France Gorše.

Fran Eller (Maria Gail (Sloveens: Marija na Zilji), 10 augustus 1873 - Ljubljana, 14 februari 1956) was een Sloveens dichter en jurist. Nadat Eller het gymnasium doorlopen had in Villach (Beljak), studeerde hij filosofie aan de universiteit van Graz en rechten aan de universiteit van Wenen. De studie beëindigde hij met zijn promotie in 1899. Hij zou daarna nog - in de jaren 1905-1906 - aan zijn habilitatie werken in Wenen en Berlijn.
Tijdens zijn studentenjaren in Wenen maakte Eller deel uit van een literaire kring van Sloveense studenten, waarvan de belangrijkste leden hijzelf, Oton Župančič, Fran Govekar en Ivan Cankar waren. Tussen 1894 en 1905 publiceerde hij bijdragen in onder meer het centrale Sloveense literaire tijdschrift Ljubljanski Zvon (De klok van Ljubljana) en Slovenski Narod (Het Sloveense Volk). De gedichten van Eller zijn geheel ontdaan van de toenmalige symbolistische en impressionistische invloeden. De onderwerpen in zijn poëzie zijn traditioneel en verbinden thema's uit het Karinthische landschap van zijn geboortestreek, zoals de rivieren de Drau en  Gail en het omringende alpenlandschap met het harde landleven van de Sloveense boeren in Karinthië.  
De professionele loopbaan van Eller stond in sterk contrast met zijn poëtische ambities. Hij werkte tussen 1899 en 1909 bij de belastingdienst van Krain op verschillende locaties, waaronder Ljubljana, Novo mesto en Litija. Tussen 1909 en 1918 was hij wederom in Wenen, deze keer als ambtenaar op het ministerie van financiën. Vanuit die positie werd hij na het uiteenvallen van de monarchie benoemd tot afgevaardigde van het nieuwe Joegoslavië inzake de successie van de dubbelmonarchie. Na de stichting van de universiteit Ljubljana in 1920 werd hij aangesteld als docent "financiën en recht". Hij ging in 1935 met pensioen.
- Library of Congress Control Number: nr96015963
- Virtual International Authority File: 36815841
- WorldCat: E39PBJg4rmyMh6GkTqQP3fhrbd